# Attavara, Hassan
Attavara là một làng thuộc tehsil Hassan, huyện Hassan, bang Karnataka, Ấn Độ.